# Chapelle Saint-Jean-d'Apileur
Pour les articles homonymes, voir Chapelle Saint-Jean.
La chapelle Saint-Jean-d'Epileur est un édifice religieux de la commune de Sainte-Marie, dans le département d’Ille-et-Vilaine et la région Bretagne.

## Localisation
Elle se trouve au sud-ouest du département et à la limite entre les communes de Sainte-Marie et de Redon.

## Historique
Cette chapelle frairienne est dédiée à saint Jean-Baptiste et remonte au début du XVe siècle. Lors de la restauration de cet édifice dans les années 1985-1990 un décor peint représentant la vie de saint Jean-Baptiste fut découvert sur les murs de la nef. Dans le bras nord du transept, plusieurs représentations de saints inscrites dans des cadres font fonction de retable. Sur sa charpente d'origine figure une polychromie sur les fermes, pannes et chevrons, en quatre couleurs, jaune, rouge, noir et blanc, représentant des chevrons et des damiers. Sur les chevrons sont posés en alternance des mouchetures d'hermine à large queue à plusieurs pointes alignées datant du XVe siècle. La charpente de cette chapelle a fait l'objet d'une étude dendrochronologie permettant de dater l'abattage des bois entre 1398 et 1407.
Elle est classée au titre de monument historique depuis le 25 janvier 1990,,.